# Werrington Downs, New South Wales
Werrington Downs este o suburbie în Sydney, Australia.